# Noam Sheriff
Noam Sheriff (født 7. januar 1935 i Tel Aviv, Israel - død 25. august 2018) var en jødisk komponist, dirigent og arrangør.
Sheriff Har skrevet en korsymfoni, orkesterværker, operaer og koncerter.
Han studerede komposition hos Paul Ben-Haim og Boris Blacher, og direktion under Igor Markevich.
Han hører til en af Israels betydelige komponister i nyere tid, og er også dirigent for Haifa Symphony Orchestra.

## Udvalgte værker
- Symfoni "Mechaye Hametim" (Genoplivning af de døde) (1985) - for kor og orkester
- "Israel suite" (1967) - for orkester
- "Festival præludium" (1957) - for orkester
- "Sefardisk lidenskab" (1992) - for orkester
- "Bøn" (1983) - for strygeorkester
- Klaverkoncert "Scarlattiana" (1994) - for klaver og orkester
- "Golem 13" (2008) - opera
- "Salmer fra Jerusalem" (1995) - for kor